# 케이트 볼드윈
케이트 볼드윈(Kate Baldwin, 1975년 5월 2일 ~ )은 미국의 배우, 가수이다.